# Isabella Ragonese
Isabella Ragonese es una actriz italiana nacida en Palermo el 19 de mayo de 1981. 

## Biografía
Ragonese estudió actuación en la Escuela Teatès en Palermo, bajo la dirección de Michele Perriera. Hizo su debut en el cine en 2006 en Nuovomondo, dirigida por Emanuele Crialese. En 2010, ganó el Nastro d'argento a la mejor actriz de reparto por sus interpretaciones en La nostra vita y Due vite per caso. En 2012, recibió el Shooting Stars Award en el 62 ° Festival de Berlín.

### Vida personal
Ella es la pareja sentimental de Samuel Umberto Romano, el cantante del grupo Subsonica.

## Filmografía seleccionada
- 2006: Nuevo mundo
- 2008: Tutta la vita davanti
- 2006: Il cosmo sul comò
- 2008: Oggi sposi
- 2008: Tutta la vita davanti
- 2009: Viola di mare
- 2009: Dieci inverni
- 2010: La nostra vita
- 2010: Due vite per caso
- 2011: Un día más
- 2013: La sedia della felicità
- 2014: Una storia sbagliata
- 2014: Il giovane favoloso (Leopardi)
- 2014: Dobbiamo parlare
- 2014: In un posto bellissimo
- 2017:  Questione di Karma
- 2021:  Yara